# Victor Molkenboer
 Victor Josephus Henricus Molkenboer (Leiden, 9 februari 1958) is een Nederlands politicus en bestuurder. Hij is lid van de PvdA.

## Biografie
Na de lerarenopleiding geschiedenis en maatschappijleer in Delft ging hij op een school in Rotterdam werken als docent sociale arbeid aan de school voor MDGO en MHNO De Windroos in Rotterdam. In 1988 werd hij daar adjunct-directeur en in de periode 1991 tot 1996 was hij plaatsvervangend directeur van een vestiging van het ROC Zadkine in Rotterdam. De twee jaar daarop was Molkenboer branchedirecteur Welzijn van dat ROC.
Daarnaast was hij lange tijd actief in de lokale politiek van de gemeente Leiderdorp. Zo was Molkenboer vanaf 1980 burgerlid van diverse gemeentelijke commissies en eind 1985 werd hij aangewezen als PvdA-lijsttrekker voor de gemeenteraadsverkiezingen. Na de gemeenteraadsverkiezingen van 1986 werd hij gemeenteraadslid en fractievoorzitter. Dit laatste zou hij tot 1994 blijven. In 1990 was hij enige tijd in die gemeente wethouder van financiën.
In 1998 werd hij opnieuw wethouder, maar deze keer zou hij dat vele jaren blijven. In 2003 stelde hij zich kandidaat om wethouder in Arnhem te worden, waarbij uiteindelijk de keuze viel op een andere kandidaat. In 2005 had hij meer succes toen hij solliciteerde naar het burgemeesterschap van Leerdam en op 15 september van dat jaar zijn benoeming tot burgemeester van die Zuid-Hollandse gemeente volgde. Van 28 februari 2013 tot 1 maart 2025 was hij burgemeester van Woerden.
Molkenboer is getrouwd en heeft twee zoons.